# 6월 5일
6월 5일은 그레고리력으로 156번째(윤년일 경우 157번째) 날에 해당한다.

## 사건
- 663년 - 당 고종 14년, 당나라의 법궁을 대명궁으로 옮기다.
- 1519년 - 조선 중종 14년, 충청도 정산(定山)·연산(連山)·연기(燕岐)·진잠(鎭岑)·회덕(懷德)에 지진이 있어 집이 흔들렸다.
- 1704년 - 조선 숙종 30년, 장죄(贓罪)를 범한 수령을 다시 수령에 임명하지 못하도록 명하다.
- 1725년 - 조선 영조 1년, 경상도에 홍수와 산사태로 민가 500여 호가 유실되는 등의 피해가 발생하다.
- 1732년 - 조선 영조 8년, 왕이 친히 기우제를 지내다.
- 1762년 - 조선 영조 38년, 가뭄이 생기자 각 도의 방물(方物)·물선(物膳) 등을 금하다.
- 1947년 - 미국의 국무장관 조지 마셜이 마셜 플랜을 발표하다.
- 1963년 - 영국 육군장관 존 프러퓨모가 프러퓨모 사건으로 사퇴하다.
- 1967년 - 제3차 중동 전쟁이 일어나다.
- 1968년 - 미국의 대통령 선거 후보 로버트 F. 케네디 상원의원이 총격을 받아 다음날에 사망하다.
- 1975년 - 수에즈 운하가 6일 전쟁 이후 처음으로 개통하다.
- 1989년 - 제3차 톈안먼 사건: 무명의 반역자가 중화인민공화국 톈안먼 광장 방면의 거리에서 사태를 진압하려는 전차의 앞길을 가로막다.
- 2004년 - 대한민국 헌정 사상 처음으로 토요일에 재보궐선거가 치러지다.
- 2006년 - 세르비아 몬테네그로(신유고연방)가 세르비아와 몬테네그로로 분리되다.
- 2011년 - 페루 대통령 선거 결선 투표에서 좌파 성향의 군인 출신 오얀타 우말라 후보가 승리하였다.
- 2012년 - 2012년 금성 일면통과: 21세기 마지막 금성 일면통과가 시작되다.
- 2015년 - 몬테네그로가 29번째 회원국으로 북대서양 조약 기구에 가입한다.

## 문화
- 1773년 - 조선 영조 49년, 《황화집(皇華集)》을 중간(重刊)하게 하다.
- 1932년 - 일제 강점기 현충사 낙성식·충무공 영정 봉안식, 충청남도 아산군 염치면 백암리(현재  충청남도 아산시 염치읍 백암리)에서 거행하다.
- 1974년 - 대한민국의 언론인 리영희의 《전환시대의 논리》가 출간되다.
- 1975년 - 제3차 중동 전쟁으로 폐쇄되었던 수에즈 운하가 다시 문을 열다.
- 1978년 - 대한민국의 작가 조세희의 소설 《난쟁이가 쏘아올린 작은 공》이 출간되다.
- 1987년 - 대한민국의 국사 교육심의회에서 고조선을 한국의 최초 국가로 명기하기로 결정하다.
- 2002년 - 모질라 1.0이 공개되다.
- 2005년 - 미국 MLB 텍사스 레인저스 박찬호 선수가 캔자스시티 로열스를 상대로 100승을 달성한다. 한국인 최초의 MLB 100승.
- 2011년 - 스페인의 프로 테니스 선수 라파엘 나달이 2011 프랑스 오픈 테니스 대회 남자 단식에서 대회 통산 6번째 우승을 달성하였다.
- 2021년 - 대한민국, SBS의 오디션 프로그램  LOUD 첫 방송

## 탄생
- 1640년 - 중국 청나라 초기의 소설가 포송령. (~1715년)
- 1723년 - 영국의 경제학자 애덤 스미스. (~1790년)
- 1819년 - 영국의 수학자, 천문학자 존 쿠치 애덤스. (~1892년)
- 1878년 - 멕시코의 혁명가 판초 비야. (~1923년)
- 1883년 - 영국의 경제학자 존 메이너드 케인스. (~1946년)
- 1887년 - 미국의 문화인류학자 루스 베니딕트. (~1948년)
- 1888년 - 대한민국의 독립운동가 김경천. (~1942년)
- 1900년 - 헝가리의 물리학자 데니스 가보르. (~1949년)
- 1903년 - 한국계 미국인 작가 강용흘. (~1972년)
- 1909년 - 대한민국의 정치인. 제2대 국회의원 박철규. (~1976년)
- 1920년 - 대한민국의 법학 겸 교육자 김증한. (~1988년)
- 1925년 - 미국의 배우 빌 헤이스. (~2024년)
- 1926년 - 대한민국의 군인 겸 외교관 김성룡. (~2002년)
- 1931년 - 프랑스의 영화 감독, 작가 자크 드미. (~1990년)
- 1936년 - 대한민국의 드라마 연출감독 김재형. (~2011년)
- 1939년 - 태국의 가수 퐁시 워라눗. (~2025년)
- 1940년 - 대한민국의 기업인 차수웅. (~2023년)
- 1941년
  - 대한민국의 정치인 김유진. (~2024년)
  - 아르헨티나의 피아니스트 마르타 아르헤리치.
  - 미국의 기업인 로버트 크래프트.
- 1942년
  - 대한민국의 정치인 강길부.
  - 대한민국의 정치인 박지원.
  - 적도기니의 대통령 테오도로 오비앙 응게마 음바소고.
- 1944년
  - 미국의 암호학자 휫필드 디피.
  - 스페인의 배우 리스 닐헤임. (~2025년)
- 1946년 - 이탈리아의 배우 스테파니아 산드렐리.
- 1949년 - 영국의 소설가 켄 폴릿.
- 1951년 - 이탈리아의 축구 선수 실비오 론고부코. (~2022년)
- 1952년 - 영국의 음악가 겸 드러머 니코 맥브레인.
- 1955년 - 대한민국의 야구 선수 김용운. (~2005년)
- 1956년
  - 미국의 색소폰 연주가 케니 지.
  - 남아프리카공화국의 영화 감독 로저 미첼. (~2021년)
- 1958년
  - 대한민국의 가수 김윤호. (~2021년)
  - 대한민국의 희극인 박세민.
- 1960년 - 대한민국의 야구 선수 김동철. (~1983년)
- 1962년 - 대한민국의 배우 변영훈. (~1993년)
- 1963년
  - 대한민국의 전 축구 선수 최광지.
  - 대한민국의 전 씨름 선수 고경철.
- 1964년 - 대한민국의 배우 정아미.
- 1965년 - 미국의 천문학자 마이클 E. 브라운.
- 1967년 - 대한민국의 기업 출신 정치인 최은석.
- 1970년
  - 대한민국의 축구 해설자 한준희.
  - 대한민국의 배우 김동수.
  - 덴마크의 음악가 클라우스 노렌.
  - 일본의 축구 선수 다카하시 겐지.
- 1971년
  - 대한민국의 신학자, 대학교수 소윤정. (~2025년)
  - 미국의 가수 겸 배우 마크 월버그
- 1972년
  - 대한민국의 배우 유태웅.
  - 미국의 전 야구 선수 마이크 쿨보. (~2007년)
- 1973년
  - 대한민국의 배우 마이클 리.
  - 대한민국의 야구 선수 홍원기.
- 1975년 - 대한민국의 방송 기자 강동원.
- 1976년
  - 대한민국의 변호사, 정치인 김용민.
  - 대한민국의 배우 함소원.
- 1977년
  - 대한민국의 배우 윤예리.
  - 미국의 배우 리자 웨일.
- 1978년
  - 일본의 성우 이노쿠치 유카.
  - 일본의 성우 콘도 타카유키.
  - 대한민국의 소설가 배명훈.
- 1979년
  - 대한민국의 배우 안해수.
  - 대한민국의 희극인 이동엽.
- 1980년
  - 대한민국의 배우 윤사봉.
  - 대한민국의 성우 조연우.
- 1981년
  - 대한민국의 희극인 김기열.
  - 대한민국의 전 축구 선수 김성규.
  - 잉글랜드의 방송인 제이드 구디. (~2009년)
- 1982년 - 대한민국의 배우 유인나.
- 1985년 - 이탈리아의 전 축구 선수 미켈레 카니니.
- 1986년 - 대한민국의 성우 김하루.
- 1987년 - 대한민국의 야구 선수 양의지.
- 1988년 - 스페인의 축구 선수 오스마르 이바녜스.
- 1989년
  - 일본의 성우, 가수 나카지마 메구미.
  - 대한민국의 아나운서 강지연.
  - 브라질의 축구 선수 지우베르투 올리베이라 소우자 주니오르.
- 1990년
  - 대한민국의 배우 차주영.
  - 대한민국의 아나운서 김태준.
- 1991년
  - 대한민국의 희극인 남궁경호.
  - 대한민국의 배우 김소영.
- 1992년 - 대한민국의 가수 이문형.
- 1993년
  - 노르웨이의 축구 선수 마리아 토리스도티르.
  - 이탈리아의 축구 선수 라우라 줄리아니.
- 1994년
  - 대한민국의 우슈 선수 이하성.
  - 대한민국의 가수 아미 (워너비).
  - 대한민국의 바둑 기사 박민규.
- 1995년
  - 오스트레일리아의 가수, 작곡가, 배우, 유튜버 트로이 시반.
  - 대한민국의 야구 선수 박찬호.
  - 말리의 축구 선수 아다마 트라오레.
- 1996년
  - 대한민국의 축구 선수 김용준.
  - 대한민국의 바이애슬론 선수 고은정.
- 1997년
  - 대한민국의 전 야구 선수 김현준.
  - 우루콰이의 축구 선수 로드리고 벤탕쿠르.
  - 스코틀랜드의 축구 선수 키어런 티어니.
- 1998년
  - 러시아의 전 피겨스케이팅 선수 율리야 리프니츠카야.
  - 크로아티아의 축구 선수 파비안 벤코.
- 2000년 - 대한민국의 축구 선수 김민서.
- 2001년
  - 대한민국의 가수 채령 (ITZY).
  - 대한민국의 바둑 기사 이도현.
- 2002년
  - 중화인민공화국의 프리스타일 스키 선수 장커신.
  - 영국의 배우 루이스 맥두걸.
- 2004년 - 대한민국의 축구 선수 박현빈.

## 사망
- 301년 - 서진의 황족 사마륜. (249년~)
- 1826년 - 독일의 작곡가 카를 마리아 폰 베버. (1786년~)
- 1910년 - 미국의 작가, 소설가 오 헨리. (1862년~)
- 1934년 - 대한민국의 독립운동가 백정기. (1896년~)
- 1978년 - 미국의 정치인 조지프 몬토야. (1915년~)
- 1991년 - 조선민주주의인민공화국의 정치인, 페미니스트 허정숙. (1902년~)
- 1993년 - 대한민국의 정치인 정규헌. (1927년~)
- 1999년 - 대한민국의 음악가 윤희중. (1962년~)
- 2004년 - 미국의 제40대 대통령 로널드 레이건. (1911년~)
- 2005년 - 대한민국의 야구 선수 김용운. (1955년~)
- 2012년 - 미국의 작가 레이 브래드버리. (1920년~)
- 2017년 - 코트디부아르의 축구 선수 셰이크 티오테. (1986년~)
- 2018년 - 미국의 패션디자이너 케이트 스페이드. (1962년~)
- 2021년
  - 나이지리아의 목사, 전도사 T. B. 조슈아. (1963년~)
  - 베트남의 모델 응우옌투투이. (1970년~)
- 2022년 - 미국의 음악가 앨릭 존 서치. (1951년~)
- 2023년 - 브라질의 가수 아스트루드 지우베르투. (1940년~)
- 2024년 - 일본의 생화학자 엔도 아키라. (1933년~)
- 2025년
  - 잠비아의 제6대 대통령 에드거 룽구. (1956년~)
  - 미국의 개신교신학자 월터 브루그만. (1933년~)

## 기념일
- 세계 환경의 날
- 6.5 의거 기념일: 이란
- 식목일: 뉴질랜드
- 대통령의 날: 적도 기니
- 제헌절 아버지날: 덴마크
- 광복절: 세이셸
- 인도인 도착일: 수리남

## 같이 보기
- 전날: 6월 4일 다음날: 6월 6일 - 전달: 5월 5일 다음달: 7월 5일
- 음력: 6월 5일
- 모두 보기